# François Ost
François Ost (n. 17 februarie 1952, Brussel, Comunitatea Francofonă din Belgia⁠(d), Belgia) este un jurist, filozof al dreptului, dramaturg și profesor emerit la Universitatea Saint-Louis din Bruxelles francez din Belgia.